# 仙鹤湖
仙鹤湖（藏語：ཤན་ཧྭའོ་མཚོ།，威利转写：shan hwa'o mtsho，THL：Shenhao Tso）位于中国西藏自治区那曲市双湖县境内，地处双湖县北部，银波湖西南部，昆仑山与可可西里山之间的断陷盆地内。湖面海拔4835米，面积33.4平方公里。湖区气候寒冷干燥，年均气温-4～-2℃，年均降水量100毫米左右。湖水主要以时令河补给，集水区面积1359.6平方公里，补给系数40.7。